# Félix Rienth
Félix Rienth, né le 24 juin 1970 à Bâle, est un ténor suisse.

## Biographie
Né d'une mère espagnole, il reçoit sa première formation musicale dans sa ville natale. Il débute comme soliste dans La Flûte enchantée comme premier garçon à l'opéra de Bâle sous la direction d'Armin Jordan. En 2000 il obtient le diplôme d'opéra par l’Opéra Studio Suisse de la Haute École des Arts de Berne.
Il chante ensuite comme ténor dans de nombreux festivals où il travaille avec de nombreuses personnalités, comme Peter Neumann, Gabriel Garrido, Frans Brüggen. Il est également invité pour les oratorios à la Philharmonie de Cologne, au Mozarteum de Salzbourg, au Victoria Hall de Genève, à la Tonhalle de Zurich, au Musiksaal de Bâle et au Métropole de Lausanne. 
Félix Rienth a enregistré plus d'une douzaine de CD dont les Cantates de Francesc Valls (Prelude Classical Award 2007, Hollande) et les Cantates pour ténor de Johann Christoph Pepusch avec sa femme Muriel Rochat Rienth et l'ensemble baroque "La Tempesta Basel" et de nombreux concerts, enregistrés en particulier par la Radio suisse romande. En 2011 sont sorties les chansons baroques "Tonos humanos" de José Marín, disque considéré comme "CD de référence" par le magazine allemand "Klassik heute". En 2014 suit un CD consacré à Georg Philipp Telemann (les cantates pour ténor du cycle "Der Harmonische Gottesdienst") avec "La Tempesta Basel" et Muriel Rochat Rienth.

## Discographie (sélection)
- 2004 : Musique de la cathédrale de Oaxaca / Ensemble Elyma/ Gabriel Garrido/ K617
- 2006 : Musique du Brésil au XVIe siècle / Continens Paradisi/ Ricercar
- 2006 : Francesc Valls: Cantates / A corte musical/ Symphonia
- 2008 : Johann Christoph Pepusch: Tenor Cantatas / La Tempesta Basel/ Enchiriadis
- 2011 : José Marín, Tonos humanos /Felix Rienth, ténor - Manuel Vilas, harpe/ La mà de Guido
- 2014 : Georg Philipp Telemann, Tenor Cantatas / La Tempesta Basel / Enchiriadis